# Blastocystis
Blastocystis ist eine Gattung einzelliger, fakultativ pathogener Parasiten aus der Gruppe der Stramenopilen. Sie leben strikt anaerob, sind wenig wirtsspezifisch und kommen im Verdauungstrakt unterschiedlicher Tierarten vor. Wirte können z. B. der Mensch, Nutztiere, Nagetiere, Vögel, Reptilien, Amphibien oder Schaben sein. Die Infektionsrate beim Menschen schwankt stark und beträgt in den Industrieländern meist unter 10 %, kann aber in tropischen Entwicklungsländern auch 50 % überschreiten.
Die Deutsche Gesellschaft für Protozoologie (DGP) hat Blastocystis zum „Einzeller des Jahres“ 2022 auserkoren.

## Systematik
Ursprünglich wurde aufgrund ihres hefeähnlichen Aussehens und fehlender Fortbewegungsorgane angenommen, dass es sich bei Blastocystis um eine Hefe oder einen anderen Pilz handle.  Später wurde sie den Sporozoa zugerechnet. Erst 1996 konnte aufgrund der rRNA-Sequenz die Zugehörigkeit zu den Stramenopilen nachgewiesen werden.
Innerhalb der Gattung Blastocystis wurde ursprünglich an jeder infizierten Tierart eine eigene Art beschrieben. So wurde am Menschen z. B. Blastocystis hominis beschrieben und bei der Ratte Blastocystis ratti. In den vergangenen Jahren ergaben genetische Untersuchung jedoch, dass verschiedene Stämme von Blastocystis am Menschen unterschiedlichen Arten zuzuordnen sind. Ebenso zeigte sich, dass einzelne Blastocystis-Stämme eine Vielzahl von Wirten befallen können. Daher wurde dazu übergegangen, Blastocystis nur noch in Subtypen zu unterteilen, die aufgrund ihrer DNA-Sequenz unterschieden werden. Die vorgeschlagene Bezeichnung ist daher Blastocystis sp. Subtyp nn, wobei nn die Nummer des jeweiligen Subtypus bezeichnet. Derzeit sind mindestens 13 dieser Subtypen bekannt, von denen die meisten auch den Menschen befallen können. Es ist sehr wahrscheinlich, dass mit der Analyse weiterer Tierarten noch weitere Subtypen entdeckt werden.

## Infektion
Infektionsraten mit Blastocystis sind in tropischen Ländern höher als in kühleren Regionen. Außerdem sind Industriestaaten mit 1–10 % Infektionsrate deutlich weniger betroffen, als Entwicklungsländer mit Infektionsraten bis 76 %.
Verschiedene Studien belegen, dass zwischen 50 und 80 % aller mit Blastocystis infizierten Personen Symptome zeigen. Häufig mit Blastocystis in Verbindung gebrachte Symptome sind unter anderem Reizdarmsyndrom, Durchfall, Verstopfung, Flatulenz, Übelkeit, Bauchkrämpfe, Blähungen, Gewichtsverlust und Müdigkeit. Seltener auch Hautausschlag, Kopfschmerzen, Depressionen, Gelenkschmerzen und Darmentzündung. Ursprünglich wurde angenommen, dass einige Subtypen von Blastocystis Symptome verursachen, während andere Subtypen keine Symptome auslösen. Malaysische Wissenschaftler berichteten, dass in symptomatischen Patienten große Mengen an amöboiden Zellen gefunden wurden, während diese bei symptomlosen Patienten nicht nachgewiesen werden konnten. In nachfolgenden Studien fanden Wissenschaftler hingegen heraus, dass Subtypen aus symptomatischen Patienten in anderen Patienten keine Symptome auslösen konnten und schlossen daraus, dass Wirtsfaktoren wie Alter oder Genetik einen größeren Einfluss auf die Symptome haben, als der Subtyp von Blastocystis.
Die Übertragung geschieht fäkal-oral über verschmutztes Trinkwasser oder verunreinigte Nahrung. Dabei wird vermutlich nur die zystische Form übertragen. Genomische Studien bestätigen dabei sowohl die Übertragung von Mensch zu Mensch, von Mensch zu Tier und von Tier zu Mensch, wobei der Anteil des jeweiligen Übertragungsweges noch unbekannt ist. Falls eine Übertragung von Tier zu Mensch vorkommt, könnten Nutztiere wie Schweine oder Hunde ein Erregerreservoir darstellen. Darauf deutet auch die Tatsache hin, dass Menschen, die in der Landwirtschaft arbeiten und häufigen Kontakt mit den entsprechenden Tieren haben, häufiger mit Blastocystis infiziert sind.
Die Diagnose von Blastocystis geschieht heute in der Regel mikroskopisch, wobei dieser Test im negativen Fall unzuverlässig ist. Aber auch Antikörpertests sind mittlerweile möglich. Im Falle einer Infektion ist eine orale Behandlung mit Metronidazol, bei dem allerdings auch Resistenzen beschrieben sind, oder (das in Deutschland allerdings nur fraglich verfügbare) Chinolin-Derivat Iodoquinol möglich, falls ein Zusammenhang zwischen den Symptomen und Blastocystis angenommen wird. Studien haben allerdings gezeigt, dass bereits 40 % aller Stämme gegen dieses Medikament resistent sind.
In einem 2005 erschienenen Artikel haben ägyptische Ärzte 84 Patienten mit Durchfall und Enteritis identifiziert, deren Symptome anscheinend vom Blastocystis hominis ausgelöst wurden. Bei 36 (86 %) der 42 behandelten Patienten und 16 (38 %) der 42 Personen aus der Placebogruppe (P < .0001) waren nach einer dreitägigen Nitazoxanid Behandlung die Symptome verschwunden und keine Organismen im Stuhl mehr nachweisbar. Die Forscher folgerten, dass entweder Blastocystis hominis pathogen ist und es mit Nitazoxanid behandelt werden kann, oder dass Nitazoxanid einen anderen unbekannten Organismus ausgelöscht hat.

## Morphologie

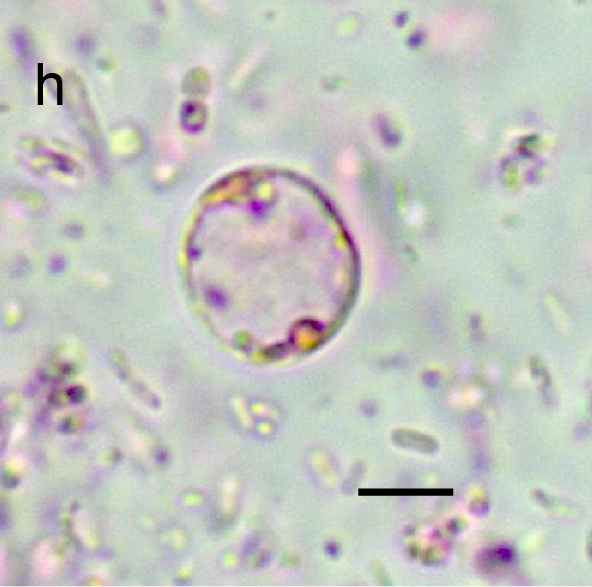
Blastocystis sp., Zyste (aus Primaten des Nationalpark Taï).
Balken 5 µm.

Blastocystis kann abhängig von den Umweltbedingungen verschiedene Formen annehmen, von denen die vakuoläre Form die häufigste ist. Daneben existieren auch multivakuoläre, avakuoläre, granuläre, zystische und amöboide Formen.
Vakuoläre Form
Typische und am häufigsten gefundene Form, die in der Größe zwischen 2 und 200 µm variieren kann. Eine große zentrale Vakuole füllt fast das komplette Volumen aus und ist nur von einer dünnen Cytoplasmaschicht umgeben, in der sich die anderen Organellen befinden. Ein flockiger Stoff befinden sich ungleichmäßig verteilt in der Vakuole. Es wird angenommen, dass die zentrale Vakuole als Speicherorgan dient, aber auch andere Aufgaben wie etwa Zellteilung sind möglich. In jeder Zelle befinden sich 1–4 Zellkerne.
Granuläre Form
Besitzt einen ähnlichen Aufbau wie die vakuoläre Form, zusätzlich befinden sich aber Granula sowohl im Cytoplasma, als auch in der Vakuole. Verschiedene Arten von Granula werden vermutet, die eine Rolle beim Stoffwechsel und bei der Vermehrung haben könnten. Die Zellen variieren in der Größe zwischen 6,5 und 80 µm und besitzen ebenfalls 1–4 Kerne.
Zystische Form
3–10 µm groß und von einer dicken Zellwand umgeben. Besitzt ebenfalls 1–4 Kerne pro Zelle und mehrere kleine Vakuolen. Durch die dicke Zellwand ist dies die widerstandsfähigste Form, die auch unter schwierigen Bedingungen ein Überleben ermöglicht, wie etwa in Magensäure, in destilliertem Wasser oder über längere Zeit bei Raumtemperatur. Diese Form ist die Verbreitungsform, die von Organismus zu Organismus verbreitet wird.
Amöboide Form
Diese Form wird zwischen 2,6 und 7,8 µm groß und besitzt 1–2 Zellkerne. Sie ist stationär und stark adhäsiv. Da sie nur bei infizierten Menschen mit Symptomen nachgewiesen werden konnte, wird vermutet, dass sie für die Symptome verantwortlich ist, indem sie sich an der Darmwand festsetzt.

## Lebenszyklus
Der Lebenszyklus von Blastocystis ist noch relativ unerforscht, so dass dies nur den vermuteten Lebenszyklus beschreibt. Die Verbreitungseinheit ist die zystische Form, die von infizierten Individuen ausgeschieden und durch verunreinigtes Wasser oder verunreinigte Nahrung aufgenommen wird. Die Zysten infizieren die Epithelzellen des Verdauungstraktes, wo sie sich in vakuoläre Zellen umwandeln und asexuell vermehren. Vakuoläre Zellen können sich anschließend entweder in multivakuoläre Zellen umwandeln, die sich durch Schizogonie ungeschlechtlich vermehren, oder in amöboide Zellen. Die amöboiden Zellen können sich durch Mitose ebenfalls ungeschlechtlich vermehren und sich zu Prä-Zysten umwandeln, welche sich durch Schizogonie zu dickwandigen Zysten umwandeln. Werden diese dickwandigen Zysten ausgeschieden und von einem anderen Organismus aufgenommen, beginnt der Lebenszyklus erneut.

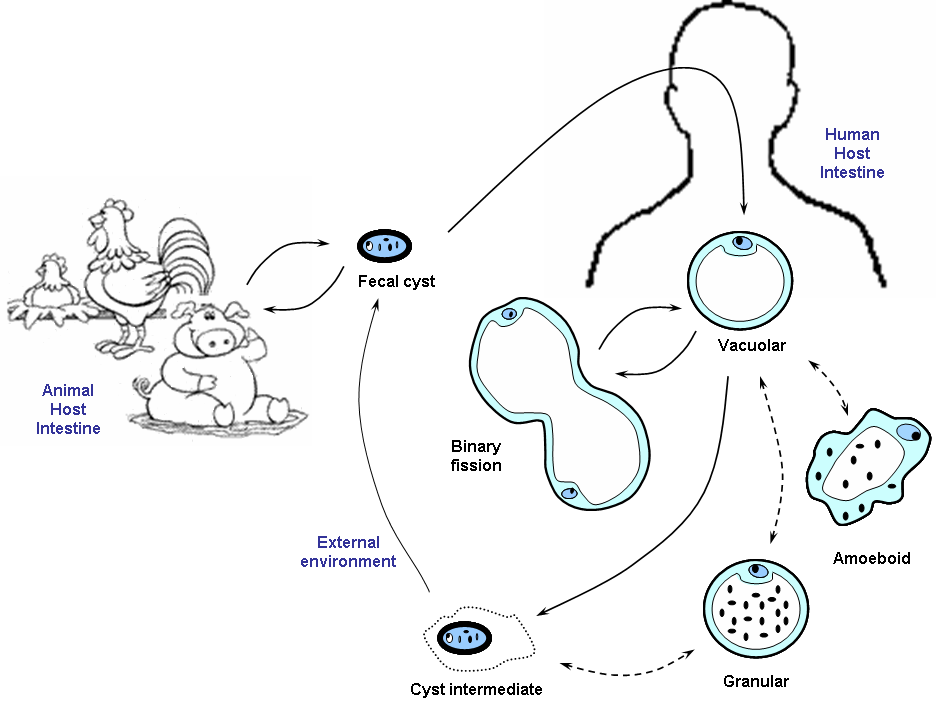
Lebenszyklus von Blastocystis, von Tan vorgeschlagen

## Mitochondrium-ähnliche Organellen
Obwohl Blastocystis strikt anaerob lebt, besitzt es Organellen, die von Mitochondrien abgeleitet sind (englisch mitochondrion-like organelles, MLOs). Wie üblich für Mitochondrien und auch bei den Hydrogenosomen von Nyctotherus gefunden, besitzen die MLOs von Blastocystis ein eigenes Genom.
Dieses Genom codiert einige Untereinheiten der NADH-Dehydrogenase, aber nicht für Cytochrom oder ATPase, so dass nur eine unvollständige Atmungskette existiert. Es wird daher vermutet, dass eine alternative Oxidase vorhanden ist. Daneben gibt es weitere Gemeinsamkeiten mit Mitochondrien, was den Stoffwechsel betrifft. Ferner zeigen Genomuntersuchungen als Gemeinsamkeit mit Hydrogenosomen eine [FeFe] Hydrogenase, die in den Organellen lokalisiert ist.